# Aleksandr Čechirkin
Aleksandr Konstantinovič Čechirkin (in russo Александр Константинович Чехиркин?; Rostov sul Don, 13 marzo 1986) è un lottatore russo, specializzato nella lotta greco-romana.

## Palmarès
- Mondiali

Budapest 2018: oro nei -77 kg.
- Europei

Vantaa 2014: oro nei -75 kg.
- Giochi europei

Minsk 2019: oro nei -77 kg.